# La ciencia como vocación
La ciencia como vocación (alemán: Wissenschaft als Beruf) es el texto de una conferencia dada en 1917 en la Universidad de Munich por el sociólogo y economista político alemán Max Weber. La versión original se publicó en alemán, pero existen al menos dos traducciones en  inglés. La ciencia como vocación es la primera de las dos conferencias de "Vocación" que impartió Weber. La segunda conferencia fue "La política como vocación", que se pronunció en enero de 1919, también en Munich.

## Resumen
En  La ciencia como vocación , Weber sopesó los beneficios y los perjuicios de elegir una carrera como académico en una universidad que estudia ciencias o humanidades. Weber investiga la pregunta "¿cuál es el valor de la ciencia?" y se centra en la naturaleza de la ética que sustenta la carrera científica. La ciencia, para Weber, ofrece métodos de explicación y medios para justificar una posición, pero no puede explicar por qué vale la pena ocupar esa posición en primer lugar; esta es la tarea de la filosofía. Ninguna ciencia está libre de supuestos, y el valor de una ciencia se pierde cuando se rechazan sus supuestos.
Weber razona que la ciencia nunca puede responder las preguntas fundamentales de la vida, como orientar a las personas sobre cómo vivir sus vidas y qué valorar. El valor que él sostiene solo puede derivarse de creencias personales como la religión. Además, aboga por la separación de la razón y la fe, señalando que cada uno tiene su lugar en su campo respectivo, pero si se cruzan no pueden funcionar.
Weber también separa los hechos del valor en política. Sostiene que un maestro debe impartir conocimientos a los estudiantes y enseñarles cómo aclarar problemas de manera lógica; incluso cuestiones políticas y razonables, pero los maestros nunca deben usar el aula para adoctrinar o predicar sus puntos de vista políticos personales.
Weber también hace algunos comentarios prácticos sobre investigación y docencia. Señala que los buenos eruditos pueden ser malos maestros, y que las cualidades que hacen a uno un buen erudito o un buen pensador no son necesariamente las mismas cualidades que hacen a los buenos líderes o modelos a seguir.

## Debate
Ha habido cierto debate sobre cuándo pronunció Weber esta conferencia. Las fuentes más antiguas a menudo dan el año 1918. Pero basándose en una serie de pruebas, los eruditos ahora piensan que Weber dio estas conferencias en 1917.

## Traducciones
Weber, Max (1946).  La ciencia como vocación , en From Max Weber, tr. y ed. por H. H. Gerth y C. Wright Mills. Nueva York: prensa libre.
Weber, Max (2004).  La ciencia como vocación , en The Vocation Lectures, tr. por Rodney LIvingstone, y editado por David Owen y Tracy Strong (Illinois: Hackett Books).